# Kid Icarus: Uprising
Kid Icarus: Uprising (新・光神話 パルテナの鏡 Shin Hikari Shinwa: Parutena no Kagami) er et Third-person shooter i Kid Icarus-serien. Spillet blev annonceret på E3 i 2010, og blev udgivet marts 2012. Spillet er det tredje i serien, og er det første Kid Icarus-spil siden Kid Icarus: Of Myths and Monsters som blev udgivet i 1991.
Kid Icarus: Uprising den engelske og originale stemme til hovedpersonen Pit vil bliver Lani Minella som også dubbede til Pit i Super Smash Bros. Brawl fra 2008.

## Gameplay
Kid Icarus: Uprising er et Third-person shooter hvor du kontrollerer englen Pit som har et sværd og et skydevåben. Det er imidlertid skydevåbenet som vil være hovedvåbenet også på bakken. Spillet er blevet beskrevet som en hurtig og actionfyldt blanding af luft- og bakke-baseret skyding.I luften, skal man altid sørge for at undgå objekter for at undgå at crashe, mens hurtigt nedskyder fjender.